# Матросов, Александр Алексеевич
Алекса́ндр Алексе́евич Матро́сов (22 июня 1918, Иваново — 5 февраля 1992) — старший сержант, командир взвода 94-й отдельной разведроты 82-й стрелковой Ярцевской Краснознамённой орденов Суворова и Кутузова дивизии 3-й армии.

### Подвиг
В июне 1944 года в составе группы разведчиков переправился через реку Березина, захватил мост через реку Свислочь. В течение суток группа отражала атаки противника и удерживала мост до подхода основных сил дивизии.
Звание Героя Советского Союза присвоено 24 марта 1945 года.
Похоронен в местечке Балино (город Иваново).

## Награды
- орден Ленина,
- орден Отечественной войны I степени,
- орден Красной Звезды,
- медали.